# Андрианов, Виктор Николаевич (учёный)
Виктор Николаевич Андрианов — советский учёный в области электрификации сельского хозяйства, доктор технических наук, профессор Московского института инженеров сельскохозяйственного производства им. В. П. Горячкина, автор учебников для сельскохозяйственных вузов.
Родился в 1903 году. Член КПСС с 1944 г.
После окончания Московского электротехникума и Института народного хозяйства им. Плеханова — научный сотрудник Всесоюзного электротехнического института по электрификации промышленности (1925—1935).
С 1932 г. доцент Московского института инженеров связи.
В 1942 г. перешёл в МИИСП, с 1947 г. и до конца жизни — заведующий кафедрой электрических машин. С 1947 г. также вёл научную работу во Всесоюзном институте электрификации сельского хозяйства (ВИЭСХ) в лаборатории автоматизации сельского хозяйства.
В 1938 г. защитил кандидатскую, в 1953 г. — докторскую диссертации. В 1954 г. утверждён в учёном звании профессора.
Его учебником «Электрические машины и аппараты», изданным в 1971 г. тиражом 30 тысяч экземпляров, пользовались во многих сельскохозяйственных вузах, в том числе в МСХА.
Награждён орденом Трудового Красного Знамени.
Умер 20 сентября 1975 г. после непродолжительной тяжёлой болезни.
Сочинения:
- Справочник по электрификации сельского хозяйства /В.Н. Андрианов и др. — М.,: Сельхозгиз, 1949. — 598 с.
- Электрические машины и аппараты [Текст] : [Для фак. электрификации сельск. хоз-ва] / В. Н. Андрианов, проф., д-р техн. наук. — Москва : Колос, 1971. — 448 с. : ил.; 26 см. — (Учебники и учебные пособия для высших сельскохозяйственных учебных заведений).
- Механизация и электрификация сельского хозяйства [Текст] / [Ред. коллегия: проф. В. Н. Андрианов и др.]. — Москва : [б. и.], 1960. — 366 с. : ил.; 22 см.
- Лабораторно-практические занятия по электрическим машинам [Текст] : [Для фак. электрификации сел. хозяйства] / В. Н. Андрианов, Д. Н. Быстрицкий, Н. И. Воропаев и др. — Москва : Сельхозгиз, 1960. — 251 с. : ил.; 21 см. — (Учебники и учебные пособия для высших сельскохозяйственных учебных заведений).
- Практикум по электрическим машинам и аппаратам [Текст] / В. Н. Андрианов, Н. И. Воропаев, Н. А. Дружинина, Л. В. Никонов. — 2-е изд., перераб. и доп. — Москва : Колос, 1969. — 272 с. : черт.; 21 см. — (Учебники и учебные пособия для высших сельскохозяйственных учебных заведений).
- Ветроэлектрические станции [Текст] / В. Н. Андрианов, Д. Н. Быстрицкий, К. П. Вашкевич, В. Р. Секторов ; Под общ. ред. проф. В. Н. Андрианова. — Москва ; Ленинград : Госэнергоиздат, 1960. — 320 с. : ил.; 20 см.
- В. Н. Андрианов, Д. Н. Быстрицкий, А. В. Павлов, Г. М. Чебуркина . Регулируемые асинхронные электродвигатели в сельскохозяйственном производстве [Текст] / Под ред. Д. Н. Быстрицкого. — Москва : Энергия, 1975. — 399 с. : черт.; 20 см.